# Marc Hegeman
Marc Hegeman (Schoonebeek, 24 april 1976) is een voormalige Nederlands profvoetballer die gedurende zijn carrière uitkwam voor onder meer FC Emmen, sc Heerenveen en Heracles Almelo. In 2005 maakten knieproblemen een einde aan zijn carrière als profvoetballer.
Na zijn loopbaan startte hij zijn eigen schildersbedrijf en behaalde hij zijn trainerslicentie UEFA A / Trainer-Coach Senioren. Hij werd trainer van onder meer SVBO en VV Klazienaveen. Eveneens was hij assistent trainter bij sc Genemuiden. 

## Statistieken
| Seizoen    | Club            | Wedstrijden | Goals |
| ---------- | --------------- | ----------- | ----- |
| 1993/ 1994 | FC Emmen        | 2           | 0     |
| 1994/1995  | FC Emmen        | 0           | 0     |
| 1995/1996  | FC Emmen        | 0           | 0     |
| 1996/1997  | FC Emmen        | 2           | 0     |
| 1997/1998  | FC Emmen        | 18          | 0     |
| 1998/1999  | FC Emmen        | 27          | 2     |
| 1999/2000  | FC Emmen        | 31          | 2     |
| 2000/2001  | FC Emmen        | 28          | 2     |
| 2001/2002  | sc Heerenveen   | 5           | 0     |
| 2002/2003  | sc Heerenveen   | 3           | 0     |
| 2003/2004  | Heracles Almelo | 14          | 0     |
| 2004/2005  | FC Emmen        | 7           | 0     |
| Totaal     |                 | 137         | 6     |